# Сайга-410

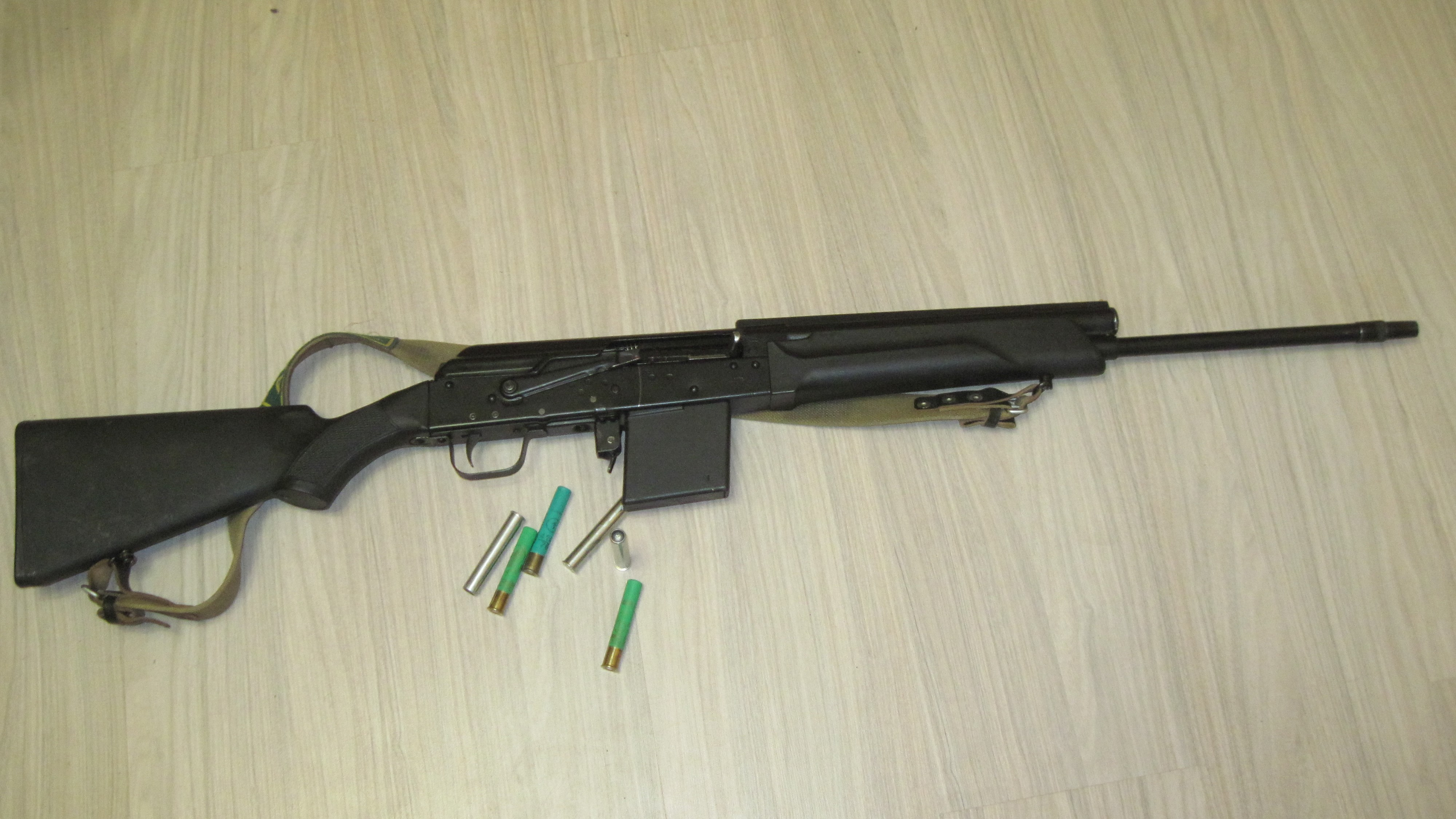
Сайга-410

Сайга-410 — самозарядный гладкоствольный карабин, разработанный на Ижевском машиностроительном заводе на базе автомата Калашникова. Предназначен для промысловой и любительской охоты на мелкого и среднего зверя и птицу, может использоваться в качестве спортивно-тренировочного оружия.

## История
Начиная с 1993 года, на Ижевском машиностроительном заводе было налажено производство семейства гладкоствольных самозарядных ружей «Сайга», разработанных на основе автомата Калашникова. Задачу адаптации боевого оружия для нужд населения решалась группой инженеров-оружейников Ижевского машиностроительного завода в составе Г.Н. Никонова, В. Афонина, В. Цыпко, А. Туркина, В. Абрамяна, Л. Пономарева и В. Симоненко. В качестве боеприпаса для нового оружия был выбран достаточно экзотический для постсоветской России патрон — .410х76 мм R. Первоначально предполагалось, что карабин будет работать с иностранными патронами, затем производство этого типа боеприпасов было налажено на Тульском, Краснозаводском и Барнаульском заводах. Результатом этих изысканий стало создание самозарядного ружья Сайга-410 — предназначенного для промысловой и любительской охоты на мелкого и среднего зверя и птицу, а также самообороны.

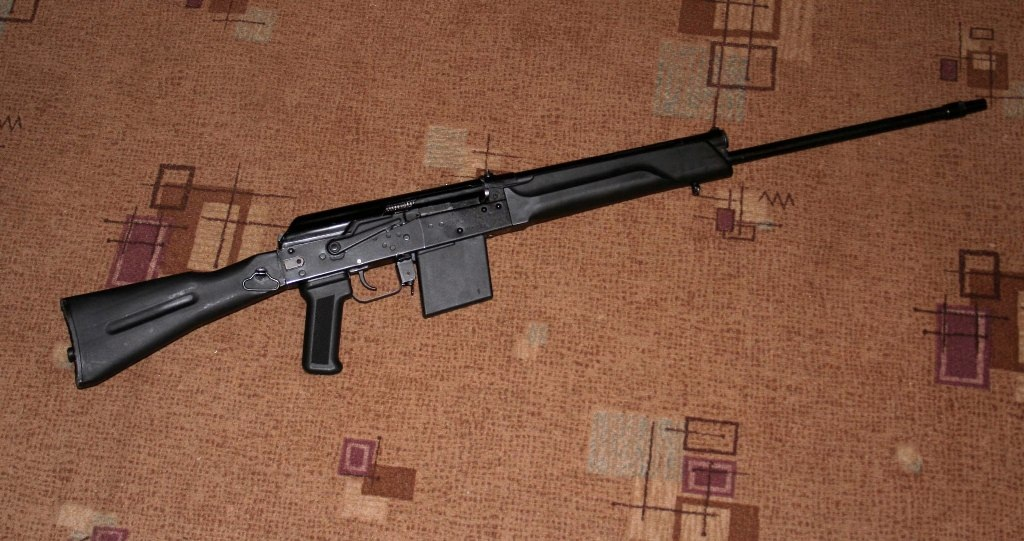
Гладкоствольное ружье Сайга 410С

## Варианты
По состоянию на май 2005 года, в производстве находились 12 модификаций "Сайги-410"
- Сайга-410 — с охотничьим прикладом и цевьем. На ствольной коробке имеется унифицированная база для крепления оптического прицела. Карабин комплектуется сменными ствольными насадками. Приклад и цевье выполнены из дерева или пластмассы.[2]
- Сайга-410С отличается наличием складного приклада и рукоятки управления огнём по типу АК-74М, выполненными из черного полиамида.
- Сайга-410К отличается от 410С укороченным до 330 мм стволом и наличием устройства блокировки спускового крючка при сложенном прикладе, в соответствии с требованиями законодательства РФ[4].
  - Сайга-410К исполнение 01 отличается от исполнения 410К удлинённым до 404 мм стволом и внешним видом, максимально приближенным к АК-74М.
  - Сайга-410К исполнение 02 отличается 404-мм стволом, складывающимся рамочным металлическим или пластмассовым прикладом, деревянным либо пластиковым цевьём и ствольной накладкой. Внешний вид подобен АКС-74, в том числе и за счёт установки на конце ствола имитатора дульного тормоза-компенсатора.
  - Сайга-410К исполнение 03, 04 имеет ствол длиной 351 мм, мушку на газовой камере и декоративный надульник по образцу укороченных автоматов Калашникова 100-й серии (АК-102, 104, 105), цевье, накладку на газовую трубку и складной пластиковый (исп. 03) или рамочный (исп. 04) приклад по образцу АК.

## Страны-эксплуатанты
- Беларусь — сертифицированы в качестве гражданского охотничьего оружия[5]
- Казахстан — сертифицированы в качестве служебного оружия, используется частными охранными предприятиями[6];
- Кыргызстан — разрешены в качестве служебного оружия частных охранных структур[7]
- Россия — сертифицированы в качестве гражданского оружия[8] и служебного оружия, разрешены к использованию сотрудникам ведомственной охраны[9], сторожевых и военизированных подразделений вневедомственной охраны МВД РФ[10], лесной охраны[11] и Росприроднадзора[12], используется частными охранными предприятиями[13]. С 1 марта 2006 года служебные варианты карабинов «Сайга-410» доработаны в соответствии с требованиями МВД РФ — на них установлено новое цевье с отличительной окраской белого, светло-серого или светло-бежевого цвета[14];
- Украина — сертифицирован в качестве гражданского оружия[15]